# Franco Nobili
Franco Nobili (Roma, 2 dicembre 1925 – Roma, 26 novembre 2008) è stato un manager e imprenditore italiano nel settore delle grandi costruzioni e delle partecipazioni statali. È stato presidente dei costruttori europei tra il 2000 e il 2002.

## Carriera
Laureatosi in giurisprudenza, nel 1950 iniziò a lavorare nell'Impresa di costruzioni Angelo Farsura di Milano di cui divenne amministratore delegato.
Nel 1959 contribuì alla costituzione della Cogefar S.p.A. (Costruzioni generali Farsura), nata dalla collaborazione tra la Farsura S.p.A. e il gruppo finanziario la Centrale, diventandone direttore generale e poi amministratore delegato e presidente.
Nel 1989 venne nominato presidente dell'IRI. Si dimise nel 1993 a seguito del coinvolgimento nell'inchiesta Mani Pulite. Al momento delle dimissioni di Nobili l'IRI risultava essere il settimo conglomerato al mondo per dimensioni, con un fatturato di oltre 67 miliardi di dollari.
Ha lavorato dal 1999 nell'Impresa Pizzarotti & C., ricoprendo anche la carica di presidente.
È stato inoltre presidente della Garboli e della FIEC (Féderation de l'Industrie Européenne de la Construction — Associazione dei Costruttori Europei), vicepresidente vicario IGI e vicepresidente ANCE, oltreché amministratore del Banco di Roma (1983-1989).

## Vicende giudiziarie
Franco Nobili fu coinvolto nell'inchiesta Mani Pulite. In particolare nell'ambito del processo per le tangenti Enel. Venne accusato di aver permesso il versamento di una tangente da parte di Italimpianti, società controllata dall'IRI. Il 12 maggio 1993 venne arrestato e trascorse 2 mesi e mezzo in carcere.
Il processo a suo carico si concluse nel 2000. Dopo essere stato condannato in primo grado a 2 anni e 7 mesi, venne assolto in Appello con formula piena da tutte le accuse.
La vicenda segnò profondamente la sua vita professionale ma Nobili ne uscì a testa alta, completamente pulito e venne pubblicamente riabilitato. 
In proposito è stato detto:
- "Vi furono delle vittime innocenti e Nobili fu tra queste. Lo Stato e la magistratura gli devono il risarcimento e le scuse"[2]

- "Conobbe il carcere per una presunzione di colpevolezza mai provata. L'Italia ha un gran debito con l'onore di Franco Nobili. Assolto, ovviamente, per non aver commesso il fatto dette a tutti una lezione di dignità civile"[3]

- "La vigliaccheria del comportamento giudiziario cui egli fu sottoposto comporterà che, fino a quando uno di noi sarà ancora vivo, dovrà sempre rivendicare l'onore di Franco Nobili"[4]

## Impegno sociale e culturale
Franco Nobili ha ricoperto numerose cariche, tra le quali:
- Presidente Fondazione Antonio Segni

- Presidente Istituto Luigi Sturzo

- Vice Presidente vicario Fondazione Alcide De Gasperi

- Vice Presidente nazionale UCID

- Presidente del Collegio dei Probiviri dell'UCID

- Membro del Comitato scientifico della Fondazione Centesimus Annus pro Pontefice

- Vice Presidente Asso.n.e.b.b. (Associazione Nazionale per l'Enciclopedia della Banca e della Borsa)[5]

## Riconoscimenti
- Croce di guerra al valor militare (05/06/1944)

- Cavaliere di Gran Croce (02/06/1976)[6]

- Cavaliere del Lavoro (02/06/1977)[7]

- Laurea honoris causa in Ingegneria Civile Edile

- Laurea honoris causa in Scienze Economiche e Sociali[8]

- Laurea honoris causa in Scienze Politiche[9]

- Laurea honoris causa in Scienze Filosofiche

- Professore onorario Università di Pechino

- Professore onorario Università di Salerno